# John Murphy (Komponist)

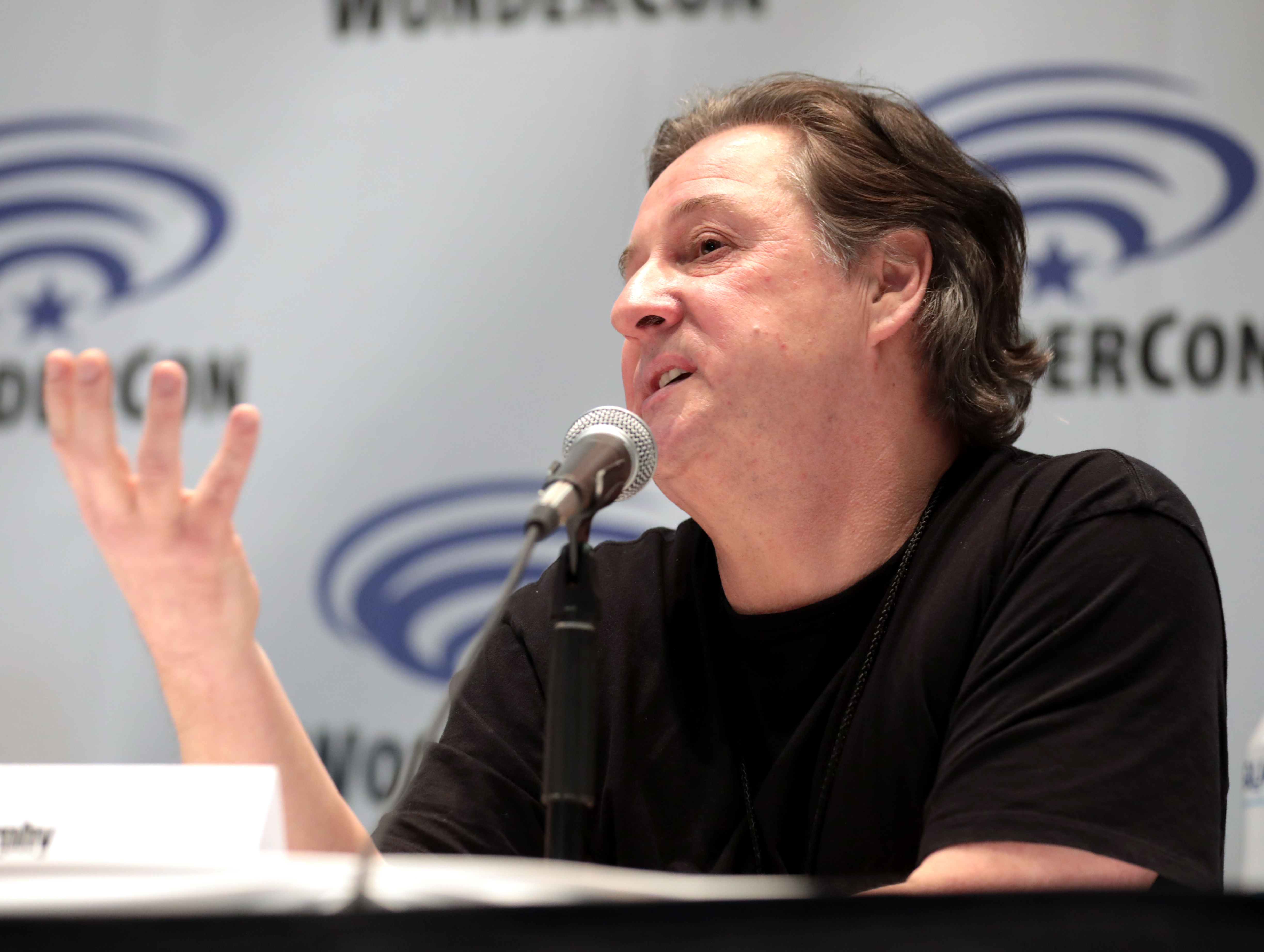
John Murphy (2022)

John Paul Murphy (* 4. März 1965 in Liverpool, Merseyside) ist ein britischer Filmkomponist. 

## Karriere
Als Musiker begann John Murphy bereits in den 1980er-Jahren unter anderem als Gitarrist zu arbeiten, bevor er zu Beginn der 1990er-Jahre als Filmkomponist tätig wurde. Sein Schaffen umfasst mehr als 50 Produktionen, darunter wenige für das Fernsehen. 

## Trivia
Für 28 Weeks Later (2007) – der Fortsetzung des Endzeit-Horror-Thriller 28 Days Later (2002) – hatte Murphy laut Regisseur Juan Carlos Fresnadillo nur zwei Wochen Zeit, um die gesamte Filmmusik zu komponieren.

## Nominierungen
International Film Music Critics Award
- 2008: Nominierung in der Kategorie Best Original Score for a Fantasy/Science Fiction Film für Sunshine

Evening Standard British Film Award
- 2008: Nominierung in der Kategorie Best Film Score für Sunshine

## Filmografie (Auswahl)
- 1992: Leon the Pig Farmer
- 1995: Proteus – Das Experiment (Proteus)
- 1998: Bube, Dame, König, grAS (Lock, Stock & Two Smoking Barrels)
- 1998: Anwältinnen küsst man nicht (What Rats Won’t Do)
- 2000: Snatch – Schweine und Diamanten (Snatch)
- 2000: Chain of Fools
- 2000: Liam
- 2001: Mean Machine – Die Kampfmaschine (Mean Machine)
- 2002: City by the Sea
- 2002: 28 Days Later
- 2002: All About the Money (All About the Benjamins)
- 2002: Friday After Next
- 2003: Intermission
- 2004: Millions
- 2004: Voll gepunktet (The Perfect Score)
- 2005: Cool & Fool – Mein Partner mit der großen Schnauze (The Man)
- 2005: Guess Who – Meine Tochter kriegst du nicht! (Guess Who)
- 2006: Basic Instinct – Neues Spiel für Catherine Tramell (Basic Instinct 2)
- 2006: Miami Vice
- 2007: Sunshine
- 2007: 28 Weeks Later
- 2009: The Last House on the Left
- 2009: Armored
- 2010: Kick-Ass
- 2018: Les Misérables (Miniserie)
- 2021: The Suicide Squad
- 2022: The Guardians of the Galaxy Holiday Special
- 2023: Guardians of the Galaxy Vol. 3
- 2025: Superman